# Kwangmyongsong-2
Kwangmyongsong-2 (Hangul: 광명 성 2 호, Hanja: 光 明星 2 号, en català: Estrella Brillant-2) és, d'acord amb la seva trajectòria estimada, un satèl·lit nord-coreà, encara que el seu veritable propòsit és posat en dubte pels Estats Units i Corea del Sud, que consideren que en realitat es tracta d'una prova de la tecnologia que podria utilitzar-se en un futur per llançar míssils balístics intercontinentals (Taepodong-2). Segons la informació facilitada pel govern sud-coreà, Corea del Nord va llançar el supòsit satèl·lit diumenge 5 d'abril de 2009 sobre les 11.30 hora local (02:30 UTC) des Musudan-ri, al nord-est del país nord-coreà. Si arribés òrbita, Corea del Nord es convertiria en el desè país que aconsegueix llançar amb èxit un satèl·lit. No obstant això, Corea del Nord ja va assegurar el 1998 que el Kwangmyongsong, el seu primer llançament espacial, va ser reeixit. Aparentment, el Kwangmyongsong-2 va caure a l'oceà Pacífic.

## Reaccions

### Membres de les Negociacions a sis
Estats Units: El president Barack Obama va afirmar: "El desenvolupament i proliferació de la tecnologia dels míssils balístics per part de Corea del Nord són una amenaça per al nord-est asiàtic i per a la pau i seguretat internacional. Amb aquest acte provocatiu, Corea del Nord ha ignorat les seves obligacions internacionals, ha rebutjat trucades inequívoques a la calma i s'ha allunyat encara més de la comunitat internacional."
República Popular de la Xina: La portaveu del ministeri d'Afers Exteriors, Jiang Yu, va declarar: "Esperem que les parts implicades mantinguin la calma, tractin apropiadament l'assumpte i junts mantinguin la pau i estabilitat a la zona. Xina està disposada a continuar exercint un paper constructiu. "
Corea del Sud: El ministre d'Afers Exteriors, Yoo Myung-hwan, va assegurar: "El llançament nord-coreà és una acció provocativa que viola clarament la Resolució 1718 del Consell de Seguretat de les Nacions Unides, que independentment de les reclamacions del Nord amenaça la pau i l'estabilitat de la península de Corea i el Nord-est asiàtic. "
Japó: El Primer Ministre Taro Aso va manifestar: "El fet que Corea del Nord seguís endavant amb el llançament tot i les repetides advertències des de tot el món, especialment dels Estats Units, Corea del Sud i Japó, va ser un acte extremadament provocatiu al qual Japó no pot deixar sense resposta. Així que, cooperant amb la comunitat internacional, volem respondre (considerant que) ha estat una violació clara de les resolucions de l'ONU. "
Rússia: El portaveu del ministre d'Afers Exteriors va declarar: "Estem comprovant si aquest llançament no és una violació de certes resolucions del Consell de Seguretat de l'ONU i fem una crida a ambdues parts per abstenir d'accions que podrien conduir a una escalada de la tensió a la península coreana. "

### Organitzacions internacionals
La Unió Europea demandar a Corea del Nord que suspengués les seves activitats nuclears relacionades amb el programa de míssils balístics i qualsevol altra arma nuclear "de manera completa, verificable i irreversible".
OTAN: El Secretari General de l'OTAN, Jaap de Hoop Scheffer, va condemnar el llançament, qualificant-lo com "altament provocatiu, i en violació de la Resolució 1718 del Consell de Seguretat de les Nacions Unides, que restringeix la capacitat de desenvolupament de míssils balístics i el seu llançament per part de Corea del Nord ". Va comentar que el llançament aprofundeix la preocupació per Corea del Nord a la regió i més enllà, complicant les negociacions a sis i va demanar a Corea del Nord a posés fi a aquests actes de provocació.
Ban Ki-moon, Secretari General de les Nacions Unides va afirmar: "Donada la volatilitat en la regió ... tal llançament no afavoreix els esforços per promoure el diàleg, la pau i l'estabilitat a la zona. El secretari general insta Corea del Nord a complir les resolucions pertinents del Consell de Seguretat. "